# To the Lost
"To the Lost" es episodio número doce y último de la segunda temporada de la serie de HBO Boardwalk Empire, fue transmitido el 11 de diciembre de 2011. El episodio fue escrito por el creador de la serie, Terence Winter, y dirigido por Tim Van Patten, ambos también productores ejecutivos.
Con el juicio amenazando a Nucky, Jimmy trata de hacer las paces. Después de considerar una oferta de Esther Randolph, Margaret toma una decisión que cambiará su futuro, y el de Nucky.
El episodio recibió críticas positivas, en especial la actuación de Michael Pitt y el guion de Winter. Los críticos elogiaron la escena climática entre Pitt y Steve Buscemi, sin embargo la reacción del público fue mixta.

## Argumento
Jimmy Darmondy trata de hacer las paces después de haber traicionado a Nucky Thompson, a pesar de saber que Nucky nunca lo perdonaría. Ayudado por Richard Harrow, acaba con la huelga de trabajadores afroestadounidenses capturando a los miembros del Ku Klux Klan responsables del tiroteo al depósito de Chalky White y dándoselos a Chalky junto a una compensación para las familias de los hombres muertos en el tiroteo. Jimmy le pide a Chalky que arregle una reunión con Nucky. En la reunión, Jimmy dice que quiere hacer las cosas bien, explica sus razones para traicionarlo y le pregunta que puede hacer para ayudarlo. Nucky pide información sobre el intento de asesinato y Jimmy señala a Eli. Nucky le pide que intervenga en el caso legal en su contra que incluye cargos por arreglo de elecciones y el asesinato de Hans Schroeder. Jimmy se asegura de que la propiedad del Comodora sea heredada por su hijo en caso de morir. Jimmy no logra convencer a sus co-conspiradores para implicar a Eli en vez de a Nucky, así que junto a Harrow obligan a Neary a punta de pistola a escribir una carta involucrando a Eli y después lo hacen parecer un suicidio.
Nucky se reúne con Manny Horvitz; Manny sugirere el asesinato de Jimmy. Nucky está preocupado por lo que Margaret Schroeder pueda declarar en su contra. Margaret se reúne con la abogada Esther Randolph y considera sus opciones. Nucky le pide matrimonio a Margaret, admitiendo que le está pidiendo que salve su vida. Continúa cuidando a la hija de Margaret, Emily, que todavía se está recuperando de la polio. Margaret acepta casarse con él antes del juicio.
El juez anula el juicio debido a la muerte de Neary y los retractamientos de otros testigos. Nucky se encuentra eufórico cuando el congreso anuncia su intención de invertir en la construcción de la carretera entre Atlantic City y Filadelfia. Ahora que las amenazas desaparecen, Nucky le pide a Margaret que le ceda devuelta la posesión de las tierras en donde será construida la carretera, que se encontraban a su nombre. Jimmy pasa un día hablando con su hijo en la playa y tomando con Harrow mientras recuerda historias de la guierra. Nucky se acerca a Eli y lo convence de que se declase culpable por los cargos en su contra prometiéndole el mínimo de tiempo en prisión. Eli le miente a Nucky, asegurándole que él no estuvo involucrado en el plan para asesinarlo. Lucky Luciano se reúne con Arnold Rothstein para tratar el negocio de la distribución de heroína. Durante la reunión, Nucky llama a Rothstein y le pide permiso para matar a Manny, aunque le dice que no está seguro si lo hará. Nucky llama a Jimmy y arregla una reunión en el memorial de guerra de Atlantic City, asegurando haber capturado a Manny. Jimmy insiste en ir a la reunión solo y desarmado, prediciendo que Nucky planea matarlo. Llegado el momento, Jimmy acepta su destino, declarando que en realidad murió en las trincheras durante la Gran Guerra e intenta hablar con Nucky durante el proceso. Nucky le dispara en la cara, pero no logra matarlo. Nucky dispara una vez más, matándolo.
- Datos: Q5412767